# Думчево
Ду́мчево (рос. Думчево) — село у складі Залісовського округу Алтайського краю, Росія.

## Населення
Населення — 601 особа (2010; 671 у 2002).
Національний склад (станом на 2002 рік):
- росіяни — 79 %